# Dysidea fasciculata
Dysidea fasciculata är en svampdjursart som beskrevs av Wilson 1925. Dysidea fasciculata ingår i släktet Dysidea och familjen Dysideidae.
Artens utbredningsområde är Filippinerna. Inga underarter finns listade i Catalogue of Life.